# Rachel Ward
Rachel Claire Ward (Cornwell, Reino Unido, 12 de septiembre de 1957) es una modelo, actriz, directora y guionista británica que ha desarrollado la mayor parte de su carrera cinematográfica en Australia.

## Biografía
Rachel Ward es hija de Peter Ward y de Clara Leonora Baring, propietarios de Cornwell Manor (Oxfordshire). Tuvo un idilio con David Anthony Kennedy, hijo de Robert F. Kennedy, en 1979. Desde 1983, está casada con el también actor y productor australiano Bryan Brown, al que conoció rodando la miniserie The Thorn Birds (El pájaro espino), interpretando a un malvado marido. Son padres de tres hijos: Rosa Brown, Matilda Brown y Joseph Brown.

## Trayectoria
Rachel Ward, mujer de reconocida belleza, ha sido conocida por interpretar y encasillarse en roles de mujeres ariscas, sentimentalmente intensas, sufridas y trágicas, muy apasionadas y vulnerables; y por haber protagonizado, de forma destacada, el rol principal de Meggie en la serie de 1983 para TV. The Thorn Birds (El pájaro espino). En esa serie, formó junto a Richard Chamberlain una de las parejas más románticas de la televisión. Posee diversos premios en reconocimiento a su carrera.  Ward a través de su trayectoria ha destacado por su gran versatilidad y fuerte emocionalidad con la que imprime sus personajes.
Ha trabajado en muchos filmes destacables: La brigada de Sharky, con Burt Reynolds; Against All Odds (Contra todo riesgo, de Taylor Hackford, con Jeff Bridges y James Woods y Las aventuras de Cristóbal Colón —donde interpreta a la reina Isabel—, junto a Tom Selleck; también ha trabajado con actores como Andrew Davis, James Foley o Russell Mulcahy en la televisión, y ha sido compañera de Richard E. Grant, Jason Patric o Mark Harmon.

## Filmografía

### Como actriz
- 1979: Christmas Lilies of the Field, de Ralph Nelson, con Billy Dee Williams, Maria Schell (telefilm).
- 1981: Dynasty (serie): Temporada 1: The Dinner Party.
- 1981: Night School, de Ken Hughes.
- 1981: La brigada de Sharky (Sharky's Machine), de Burt Reynolds.
- 1982: Dead Men Don't Wear Plaid, de Carl Reiner.
- 1983: El pájaro espino (miniserie de TV).
- 1983: The Final Terror, de Andrew Davis.
- 1984: Against All Odds, de Taylor Hackford.
- 1986: Fortress de Arch Nicholson.
- 1987: Hotel Colonial de Cinzia Th. Torrini con John Savage, Massimo Troisi, Robert Duvall, Anna Galiena.
- 1987: The Good Wife de Bruce Robinson.
- 1989: How tono Get Ahead in Advertising de Bruce Robinson con Richard E. Grant.
- 1989: Shadow of the Cobra  (telefilm).
- 1990: Hasta la noche, mi amor, de James Foley con Jason Patric.
- 1992: Christopher Columbus: The Discovery, la reina Isabel.
- 1993: Wide Sargasso Sea, de John Duigan.
- 1994: Double Obsession de Eduardo Montes Bradley con Margaux Hemingway, Maryam de Abo, Frederic Forrest.
- 1994: The Ascent de Donald Shebib con Vincent Spano, Ben Cross, Tony Lo Bianco.
- 1997: My Stepson, My Lover, de Mary Lambert con Terry O'Quinn (telefilme): Caitlin Cory.
- 1999: Seasons of Love,  de Daniel Petrie con Peter Strauss (telefilme).
- 2000: Donde the Beach, de Russell Mulcahy con Armand Assante, Bryan Brown (telefilme).
- 2001: And Never Let Her Go, de Peter Levin con Mark Harmon, Kathryn Morris (telefilme).
- 2002: Bobbie's Girl, de Jeremy Kagan, con Bernadette Peters (telefilm).
- 2002:  Johnson County War, con Tom Berenger, Luke Perry, Burt Reynolds (telefilme).
- 2006: El tesoro de Barba-Negra, de Kevin Connor, con Richard Chamberlain, Stacy Keach (telefilme, miniserie).
- 2006: Monarch Empollo (serie), 14 episodios.
- 2007: Rain Shadow (serie), 6 episodios.

### Como directora
- 2000: The Big House (corto).
- 2000: Blindman's Bluff (corto).
- 2003: Martha's New Coat (migmetratge).
- 2006: Two Twisted, episodio Heart Attack.
- 2009: Beautiful Kate.
- 2013: Any Accidental Soldier.